# گوندلسهایم
گوندلسهایم (به آلمانی: Gondelsheim) یک شهر در آلمان است که در Karlsruhe واقع شده‌است. گوندلسهایم ۳٬۲۱۳ نفر جمعیت دارد.